# Villeneuve-d'Amont
Villeneuve-d'Amont és un municipi francès situat al departament del Doubs i a la regió de Borgonya - Franc Comtat. L'any 2007 tenia 269 habitants.

## Demografia

### Població
El 2007 la població de fet de Villeneuve-d'Amont era de 269 persones. Hi havia 84 famílies de les quals 28 eren unipersonals (12 homes vivint sols i 16 dones vivint soles), 20 parelles sense fills, 32 parelles amb fills i 4 famílies monoparentals amb fills.
La població ha evolucionat segons el següent gràfic:
Habitants censats

### Habitatges
El 2007 hi havia 101 habitatges, 81 eren l'habitatge principal de la família, 10 eren segones residències i 10 estaven desocupats. 80 eren cases i 20 eren apartaments. Dels 81 habitatges principals, 63 estaven ocupats pels seus propietaris, 17 estaven llogats i ocupats pels llogaters i 1 estava cedit a títol gratuït; 3 tenien una cambra, 5 en tenien dues, 7 en tenien tres, 10 en tenien quatre i 56 en tenien cinc o més. 14 habitatges disposaven pel capbaix d'una plaça de pàrquing. A 44 habitatges hi havia un automòbil i a 30 n'hi havia dos o més.

### Piràmide de població
La piràmide de població per edats i sexe el 2009 era:
| Homes | Edats   | Dones |
| ----- | ------- | ----- |
| 0     | 95 o +  | 0     |
| 0     | 90 a 94 | 4     |
| 0     | 85 a 89 | 4     |
| 4     | 80 a 84 | 4     |
| 0     | 75 a 79 | 0     |
| 12    | 70 a 74 | 0     |
| 8     | 65 a 69 | 4     |
| 0     | 60 a 64 | 8     |
| 0     | 55 a 59 | 0     |
| 0     | 50 a 54 | 0     |
| 8     | 45 a 49 | 4     |
| 12    | 40 a 44 | 4     |
| 16    | 35 a 39 | 20    |
| 16    | 30 a 34 | 4     |
| 28    | 25 a 29 | 4     |
| 0     | 20 a 24 | 4     |
| 0     | 15 a 19 | 12    |
| 16    | 10 a 14 | 24    |
| 8     | 5 a 9   | 12    |
| 8     | 0 a 4   | 0     |

## Economia
El 2007 la població en edat de treballar era de 183 persones, 102 eren actives i 81 eren inactives. De les 102 persones actives 99 estaven ocupades (60 homes i 39 dones) i 3 estaven aturades (1 home i 2 dones). De les 81 persones inactives 6 estaven jubilades, 23 estaven estudiant i 52 estaven classificades com a «altres inactius».

### Ingressos
El 2009 a Villeneuve-d'Amont hi havia 78 unitats fiscals que integraven 219 persones, la mediana anual d'ingressos fiscals per persona era de 15.363 €.

### Activitats econòmiques
Dels 9 establiments que hi havia el 2007, 1 era d'una empresa alimentària, 1 d'una empresa de fabricació d'altres productes industrials, 4 d'empreses de construcció, 1 d'una empresa de transport, 1 d'una empresa immobiliària i 1 d'una empresa de serveis.
Dels 4 establiments de servei als particulars que hi havia el 2009, 1 era un taller de reparació d'automòbils i de material agrícola i 3 fusteries.
L'any 2000 a Villeneuve-d'Amont hi havia 14 explotacions agrícoles.

## Equipaments sanitaris i escolars
El 2009 hi havia una escola elemental integrada dins d'un grup escolar amb les comunes properes formant una escola dispersa.

## Poblacions més properes
El següent diagrama mostra les poblacions més properes.